# Красное сгущение
Красное сгущение (также красное скопление) — стадия эволюции звёзд небольшой массы и металличности порядка солнечной, а также область, занимаемая ими на диаграмме Герцшпрунга — Рассела. Эта стадия идёт после ветви красных гигантов и предшествует асимптотической ветви гигантов. Звёзды на ней выделяют энергию за счёт ядерного горения гелия, их светимости и температуры лежат в небольшом диапазоне. Красное сгущение состоит из звёзд населения I и является самой низкотемпературной областью горизонтальной ветви, которая в остальном занята менее массивными и менее металличными звёздами, принадлежащими населению II.

## Эволюция

Строение звезды красного сгущения

Эволюционный трек звезды с массой Солнца

Звёзды попадают в красное сгущение после гелиевой вспышки, которой завершается их пребывание на ветви красных гигантов, и начала ядерного горения гелия. Это задаёт граничные массы для звёзд красного сгущения: в него попадают звёзды с начальной массой в диапазоне от 0,5 до 2,5—3 M⊙ (верхняя граница зависит от химического состава). Звёзды с массой менее 0,5 M⊙ неспособны запустить горение гелия в принципе, а у звёзд с массой более 2,5—3 M⊙ горение гелия начинается без вспышки — они не попадают в красное сгущение, а проходят голубую петлю.
Эволюционная стадия также определяет строение таких звёзд: их ядро практически полностью состоит из гелия. Состав внешней оболочки таких звёзд мало отличается от состава межзвёздной среды, состоящей в основном из водорода и гелия: в оболочках лишь ненамного больше гелия из-за первого вычерпывания, происходившего на ветви красных гигантов. В ядрах таких звёзд происходит тройная гелиевая реакция, в результате которой образуются углерод и кислород, а на границе ядра и оболочки происходит превращение водорода в гелий, в основном посредством CNO-цикла.
Со временем гелия в ядре становится всё меньше, в какой-то момент он перестаёт сгорать в ядре и начинает гореть в слоевом источнике. Внешние оболочки звезды начинают расширяться и охлаждаться, и на диаграмме Герцшпрунга — Рассела она покидает красное сгущение и начинает двигаться вверх и вправо, попадая на асимптотическую ветвь гигантов. Время нахождения звезды в красном сгущении слабо зависит от её массы и приблизительно на два порядка меньше времени её нахождения на главной последовательности: например, для Солнца это время составит около 100 миллионов лет.

## Характеристики
Звёзды красного сгущения имеют очень близкие светимости, что позволяет использовать их в качестве индикаторов расстояния: разброс звёздных величин у них составляет около 0,2m и зависит от возраста звёздной системы, а среднее значение в полосе V составляет 0,81m, хотя и наблюдается зависимость этого значения от металличности. Разброс температур этих звёзд также невелик, температура составляет около 5000 K, а спектральные классы находятся в диапазоне G8—K0, поэтому на диаграмме Герцшпрунга — Рассела они плотно сконцентрированы в небольшой области.
Звёзды, у которых только что началось горение гелия, образуют так называемую горизонтальную ветвь нулевого возраста (англ. zero age horizontal branch). Положение конкретной звезды на ней определяется несколькими параметрами: общей массой и массой гелиевого ядра (либо массой оболочки), а также долей гелия и металличностью внешних оболочек. При этом звёзды с массой более 1,4 M⊙ попадают на эту стадию в возрасте менее 4—5 миллиардов лет, следовательно, имеют металличность порядка солнечной. Они относятся к населению I и находятся в самой низкотемпературной области горизонтальной ветви, которая и называется красным сгущением, а термин «горизонтальная ветвь» к этим звёздам не применяется. В то же время звёзды населения II с меньшей массой и металличностью занимают части горизонтальной ветви с более высокой температурой, хотя качественно эволюционируют так же, как и звёзды красного сгущения.
По классу светимости звёзды красного сгущения относятся к звёздам-гигантам. Из известных звёзд к красному сгущению относится, например, Капелла A.